# Rodowo (gromada)
Rodowo (od 1 I 1960 Prabuty) – dawna gromada, czyli najmniejsza jednostka podziału terytorialnego Polskiej Rzeczypospolitej Ludowej w latach 1954–1972.
Gromady, z gromadzkimi radami narodowymi (GRN) jako organami władzy najniższego stopnia na wsi, funkcjonowały od reformy reorganizującej administrację wiejską przeprowadzonej jesienią 1954 do momentu ich zniesienia z dniem 1 stycznia 1973, tym samym wypierając organizację gminną w latach 1954–1972.
Gromadę Rodowo z siedzibą GRN w Rodowie utworzono – jako jedną z 8759 gromad na obszarze Polski – w powiecie suskim w woj. olsztyńskim na mocy uchwały nr 26 WRN w Olsztynie z dnia 4 października 1954. W skład jednostki weszły obszary dotychczasowych gromad Gdakowo, Gorowychy i Rodowo ze zniesionej gminy Gdakowo w tymże powiecie. Dla gromady ustalono 11 członków gromadzkiej rady narodowej.
1 stycznia 1959 powiat suski przemianowano na powiat iławski.
Gromadę zniesiono 1 stycznia 1960 w związku z przeniesieniem siedziby GRN z Rodowa do miasta Prabut i zmianą nazwy jednostki na gromada Prabuty.